# Stadterneuerung

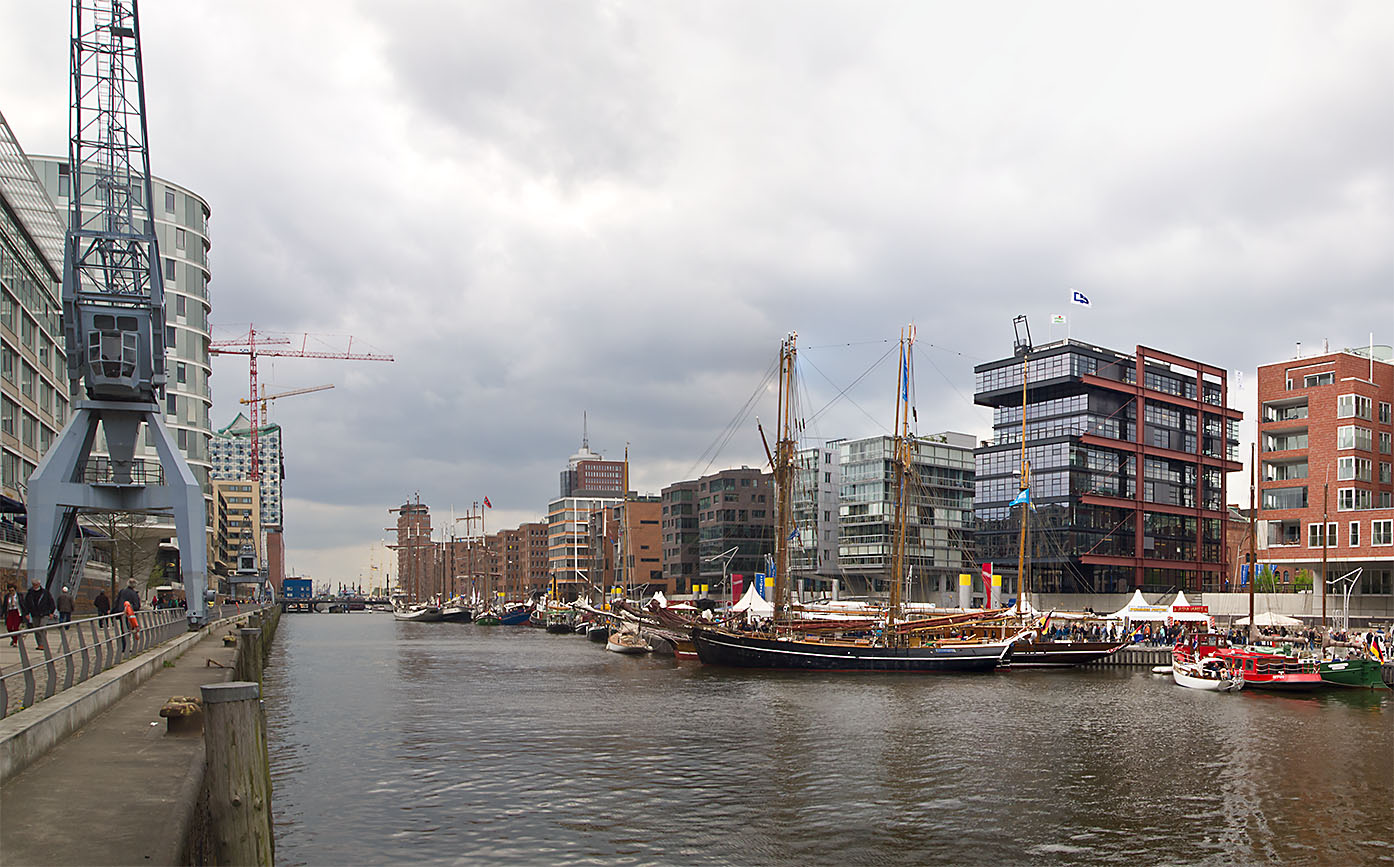
Stadterneuerung als Daueraufgabe: Der Sandtorhafen, Hamburg, markiert sowohl den Übergang zum modernen Tiedehafen mit Kaianlagen (ca. 1866) als auch den Baubeginn des neuen Stadtteils HafenCity (ca. 2001).

Mit Stadterneuerung werden sämtliche Eingriffe in den städtebaulichen Bestand einer Stadt oder Gemeinde bezeichnet, die über die kontinuierliche Instandhaltung und Erneuerung von Gebäuden und Freiflächen durch ihre jeweiligen Eigentümer hinausgehen und zum Wohl der Allgemeinheit die Funktionsfähigkeit eines Gebiets nachhaltig sichern, wiederherstellen oder neu definieren. Stadterneuerung ist damit Bestandteil der Stadtplanung und Stadtentwicklung sowie des Ressourcenwettbewerbs der Kommunen.

## Anlässe der Stadterneuerung

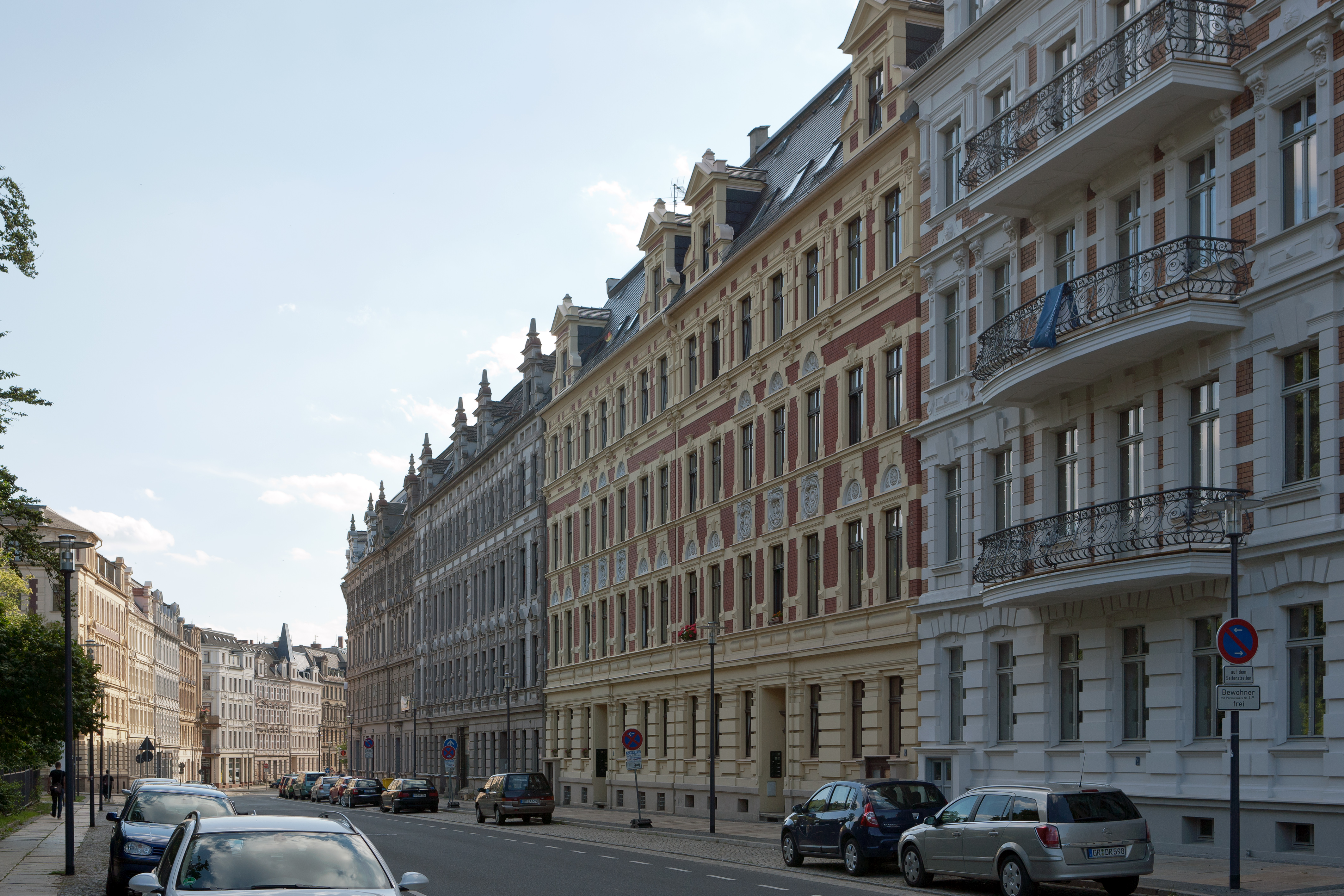
Behutsame Stadterneuerung eines Gründerzeitviertels, Landeskronstraße, Görlitz

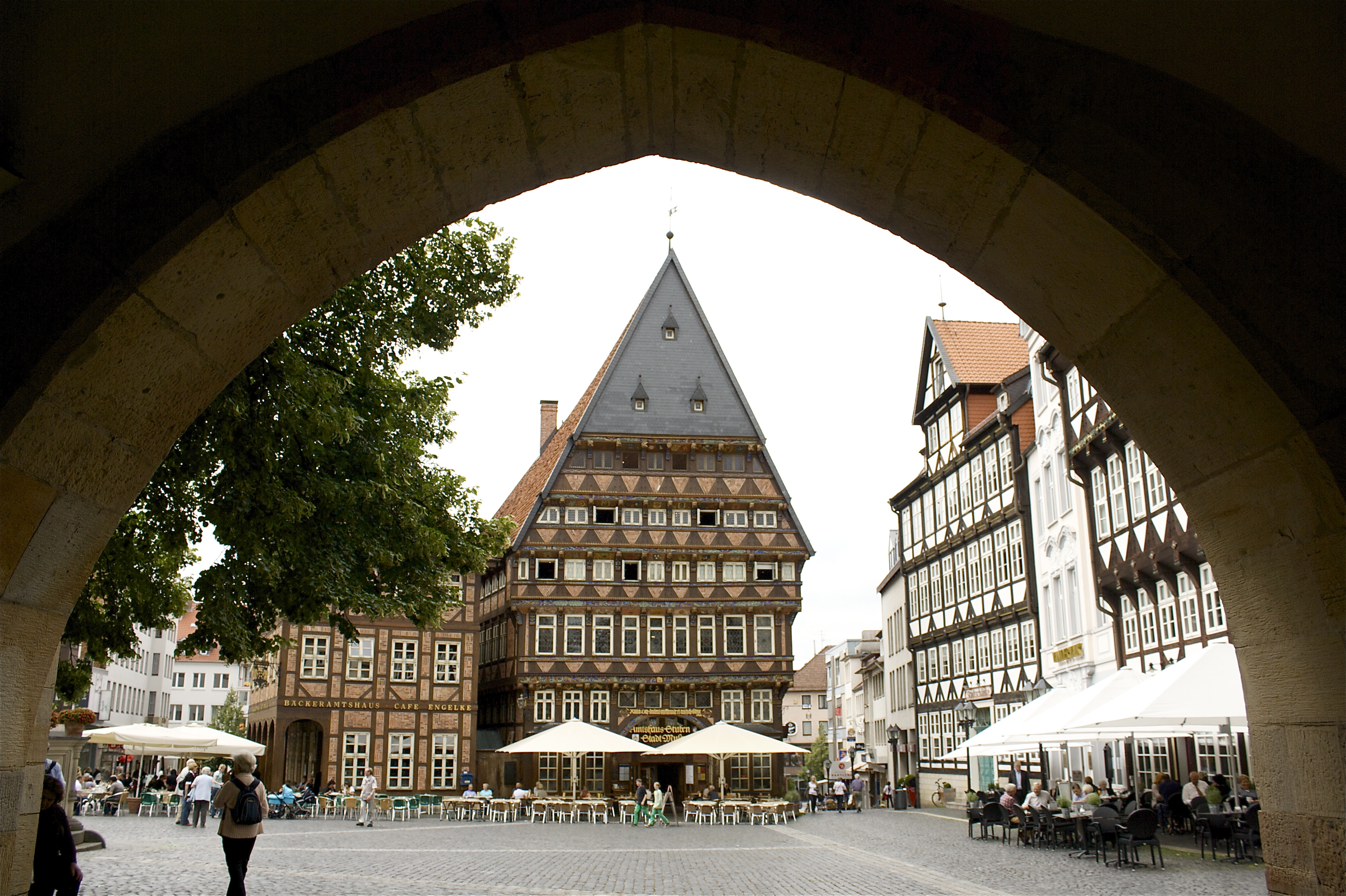
Rekonstruktion des im Zweiten Weltkrieg zerstörten Knochenhaueramtshauses, Markt, Hildesheim

### Strukturwandel, Funktionsstörungen
Traditionell ist Stadterneuerung zur Modernisierung überkommener und nicht mehr als leistungsfähig angesehener Strukturen erforderlich. Historisch betraf dies häufig den Ausbau von Verkehrswegen oder anderer Infrastrukturen: Im 19. und 20. Jahrhundert wurden beispielsweise im Zusammenhang mit der Anbindung an die Eisenbahn, der Entfestung und anderen militärischen Veränderungen sowie der industriellen Urbanisierung in einigen europäischen Städten intensive Stadtumbaumaßnahmen und Straßendurchbrüche in den Innenstädten vorgenommen.
Große Bedeutung hat die Stadterneuerung, wenn nicht mehr benötigte Militär-, Industrie- und Logistikflächen (Brachen, Konversionsflächen) für neue Funktionen umgewandelt werden; beispielhaft ist der Bau der Hafencity Hamburg.
Weiter ist Stadterneuerung in der Regel erforderlich, wenn Gebiete der Stadt durch bauliche Vernachlässigung oder ungünstige Standortfaktoren an Attraktivität verlieren. Vor allem in stagnierenden oder schrumpfenden Städten ist dies häufig die Folge einer allmählichen Verringerung der Nutzungsintensität in bestimmten Gebieten und einer nachlassenden Nachfrage nach Immobilien. Der Ausgangspunkt für Stadterneuerung liegt dann häufig darin, dass Immobilieneigentümer ihre baulichen Anlagen nicht in einem funktionsfähigen Zustand halten beziehungsweise nicht an die veränderte Nachfrage anpassen.

### Zerstörung, Katastrophen und Missstände
Zudem kann sich die Notwendigkeit einer Stadterneuerung aus Zerstörung (Krieg), Katastrophen (Großbrand, Erdbeben) und sozialen Missständen (Seuchen/Pandemien, Gesundheitskrisen) ergeben: Im 19. Jahrhundert führten Epidemien (Typhus, Cholera u. a.) zum beschleunigten Bau von Ver- und Entsorgungsnetzen sowie Abbruch und Erneuerung ganzer Stadtteile wie den Gängevierteln in Hamburg.
Vor dem Hintergrund der Corona-Pandemie und zur Vermeidung von Infektionen verteilten zahlreiche Städte im Jahr 2020 den vorhandenen Straßenraum zugunsten von Fußgängern und Radfahrern (Pop-up-Radwege) um und beschleunigten damit auch die Mobilitätswende. Gleichzeitig können sich aus dieser Situation auch strategische Chancen im Wettbewerb von Städten und Gemeinden ergeben.

### Aktuelle Anlässe, typische Gebietskulissen

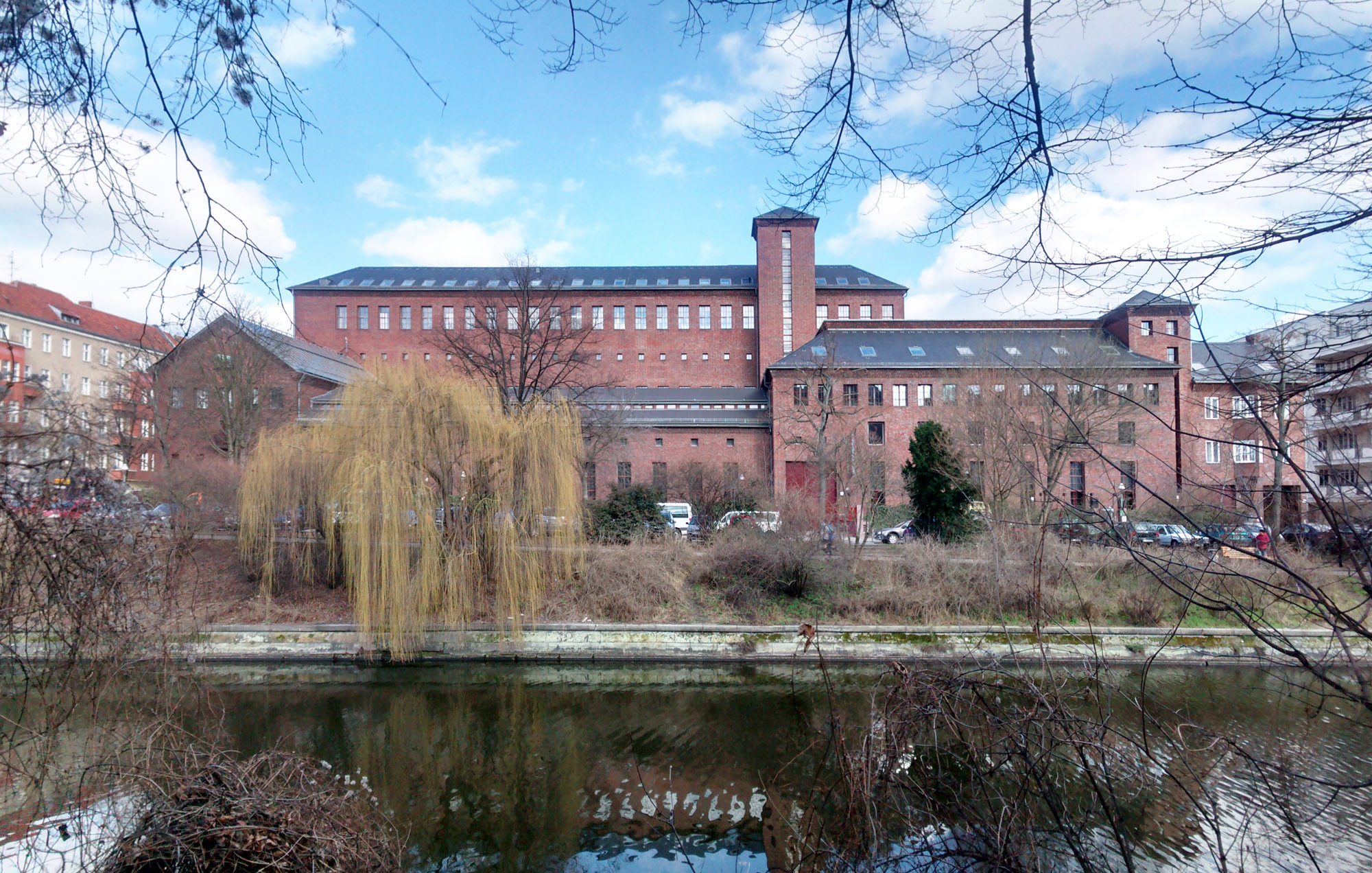
Umnutzung ehemaliger Infrastrukturgebäude: Im Jahr 1925 errichtetes Umspannwerk am Landwehrkanal in Berlin-Kreuzberg wurde Bürogebäude.

Anlässe zur Stadterneuerung sind aktuell insbesondere Klimawandel, Verlust der Biodiversität, Ressourcenknappheit, Migration, Pandemien, demographischer Wandel, Urbanisierung sowie Strukturveränderungen in Altindustrien (z. B. Textilindustrie, Montanindustrie) und stationärem Einzelhandel (Ladensterben). Dabei erfolgt die Stadterneuerung inzwischen vielfach proaktiv, um die Widerstandsfähigkeit bzw. Resilienz der städtebaulichen Funktionen gegen drohende Störungen und Veränderungen zu steigern.
Gelegentlich werden Großveranstaltungen und Festivals (z. B. Olympische Spiele, Weltausstellung, Internationale Bauausstellung, Bundesgartenschau, Kulturhauptstadt Europas) sowie der damit verbundene Zufluss finanzieller Mittel von übergeordneten politischen Ebenen genutzt, um städtebauliche Herausforderungen im Wege der Stadterneuerung zu meistern. Insbesondere in demokratischen Systemen wird diese Festivalisierung kritisch gesehen sowie gelegentlich auch von der Bevölkerung in Bürgerentscheiden (z. B. Hamburger Olympia-Bürgerschaftsreferendum, München) abgelehnt.
Typische Gebietskulissen der Stadterneuerung sind:
- Altstädte und historische Stadtkerne
- Stadtkerne und Stadtteilkerne
- Gründerzeitviertel
- Großwohnsiedlungen (auch Plattenbausiedlungen)
- ehemalige Hafenflächen, sonstige Infrastrukturbauten
- Gebiete mit sozialen Brennpunkten (siehe: Die Soziale Stadt)

## Leitbilder
Die Stadterneuerung orientiert sich meist an übergreifenden Vorstellungen der städtebaulichen Entwicklung, an denen sich der Berufsstand der Stadtplanung für eine bestimmte Epoche mehrheitlich orientiert. Diese Leitbilder unterliegen einem zeitlichen Wandel. Frühe Beispiele sind die Idealstadtkonzepte der Renaissance und barocke Stadtgründungen. In der letzten Hälfte des 19. Jahrhunderts entwickelten sich mit der Bandstadt und der Gartenstadt moderne Leitkonzepte der Stadtentwicklung. Die Vorstellungen in der ersten Hälfte des 20. Jahrhunderts waren insbesondere von der funktionellen und autogerechten Stadt der „Charta von Athen“ beeinflusst.
Seit den 1990er Jahren kam es zu einer Abkehr von der funktionalistischen Moderne und einer Rückbesinnung auf vorgeblich bewährte baulich-räumliche Strukturen mit korrespondierenden sozialen Implikationen. Damit einher ging ein Paradigmenwechsel hin zu nutzungsgemischten Quartieren, Bestands- und Erhaltungsorientierung, kleinteiligem, schrittweisem Vorgehen, Innenentwicklung und Baulückenschließung, dichten, kompakten Stadtstrukturen, der Stadt der kurzen Wege und partizipativen Verfahren der Stadtentwicklung. Daraus entwickelten sich aktuell dominierende Leitbilder wie die Nachhaltige Europäische Stadt (2007, aktualisiert 2020), die EU-Agenda Pakt von Amsterdam (2016), die New Urban Agenda (2016) sowie die Kompakte und durchmischte Stadt.

## Konzepte

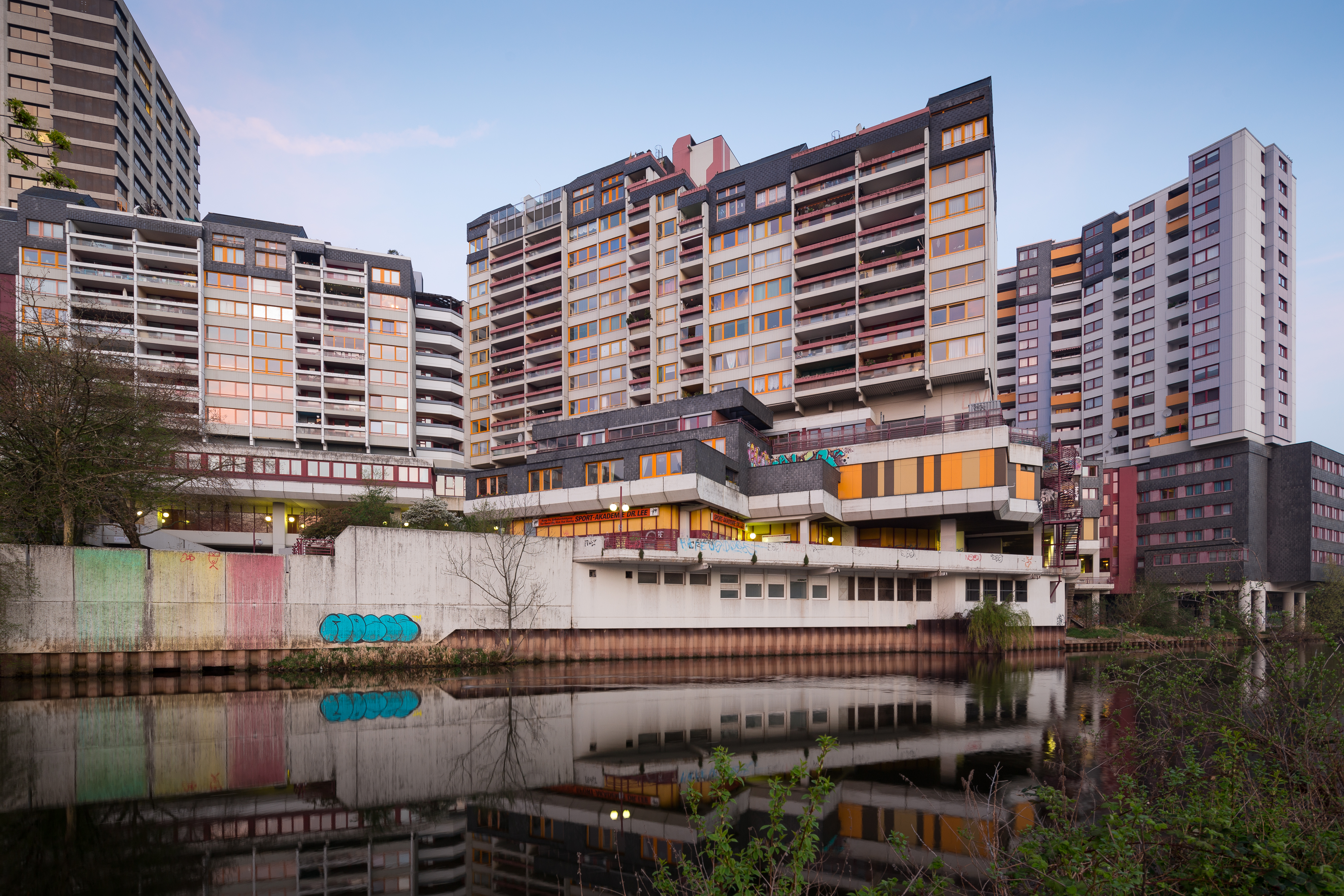
Mangelhafte Vermietbarkeit und soziale Probleme machen in den 1970er Jahren errichtete Hochhauskomplexe und Großwohnsiedlungen wie das Ihme-Zentrum, Hannover, zu Objekten der Stadterneuerung

- Sanierung: Erhaltung der baulichen Struktur bei gleichzeitiger Verbesserung der Funktion und genereller Nutzung eines Erneuerungsgebietes, nicht aber unbedingt verbunden mit der Erhaltung der sozialen Struktur der Nutzer des Quartiers.
- Städtebauliche Entwicklung
- Stadtumbau: Veränderung der strukturellen Grundlagen und damit meist auch der spezifischen Nutzung. Folge des Umbaus ist damit ein Funktions- und Nutzungswandel des betreffenden Stadtgebietes, der normalerweise mit einer grundlegenden Bodenordnung und einer Veränderung bzw. einem Austausch der Nutzer und Bewohner einhergeht.
- Behutsame Stadterneuerung: Grundlegendes Sanierungskonzept, das in den 1980er Jahren in West-Berlin und Westdeutschland die Flächensanierung ablöste und direkt nach dem Berliner Mauerfall zur Richtlinie der Sanierung in Ost-Berlin und dann auch weiterer Städte in den neuen Bundesländern wurde.
- Soziale Stadt
- Denkmalschutz
- Stadtreparatur
- Städtebauliche Gebote
- Maßnahmen zur Verbesserung der Agrarstruktur
- Private Stadtentwicklung: Koordinierte Zusammenarbeit von Grundstückseigentümern, Erbbauberechtigten, Gewerbetreibenden und Freiberuflern im Gebiet/Quartier der Stadterneuerung mit übrigen (kommunalen) Innenstadtakteuren.[11] Die rechtliche Grundlage ergibt sich aus § 171f BauGB sowie dem jeweiligen Landesrecht.

## Prozess der Stadterneuerung
Spätestens seit Verabschiedung der Leipzig Charta zur nachhaltigen europäischen Stadt und den darauf aufbauenden Programmen der Städtebauförderung hat sich für Stadterneuerungen ein Prozess der Integrierten städtebaulichen Entwicklung etabliert, der die vielfältigen sozialen, wirtschaftlichen, kulturellen und politischen Austauschbeziehungen innerhalb des jeweiligen Gebiets bzw. Quartiers berücksichtigt und sich grob in folgende Projektphasen untergliedern lässt:
- Konzeption des Leitbildes
- Feststellen der Entwicklungsmöglichkeiten
- Formulieren des Programms
- Durchführen der geplanten Erneuerungsaktivitäten
- Evaluieren der erfolgten Stadterneuerung

Innerhalb dieses Prozesses sollten projektorientiert die betroffenen Akteursgruppen der Zivilgesellschaft wie Bürger, Initiativen, Gewerbebetriebe und Wohnungsunternehmen im Gegenstrom von „top down“ und „bottom up“ und damit in konsensorientierten Abstimmungs- und Aushandlungsprozessen beteiligt werden. Dabei kann auch eine Logik des Erfolgs eingesetzt werden, um ausgehend von konkreten Anspruchsgruppen und Austauschbeziehungen jeweils die Wirkzusammenhänge von Leistungsangebot, Leistungserstellung und daraus resultierenden Finanzströmen zu visualisieren.

## Rechtsgrundlagen
Die rechtlichen Grundlagen der Stadterneuerung ergeben sich in Deutschland aus dem Besonderen Städtebaurecht des Baugesetzbuches (§§ 136 ff. BauGB). Finanziert wird sie unter anderem aus Programmen der Städtebauförderung (Art. 104b GG, §§ 164a f. BauGB). Stadterneuerung ist Teil der im Grundgesetz garantierten kommunalen Selbstverwaltung (Art. 28 Abs. 2 GG).

## Finanzierung
Aktivitäten zur Stadterneuerung werden wesentlich auch mit Mitteln aus den Programmen der Städtebauförderung finanziert. Dabei gilt üblicherweise der Grundsatz der Drittelfinanzierung von Bund, Land und Kommune. In Ausnahmefällen kann der kommunale Eigenanteil jedoch reduziert werden. Bei Haushaltsnotkommunen und bei interkommunaler Zusammenarbeit ist eine Reduzierung bis auf 10 Prozent möglich.
Im Jahr 2020 wurden die vorherigen Programme der Städtebauförderung in drei neuen Programmen zusammengefasst:
- Lebendige Zentren – Erhalt und Entwicklung der Orts- und Stadtkerne: Mit dem Programm "Lebendige Zentren" werden insbesondere die Zielsetzungen der bisherigen Programme "Aktive Stadt- und Ortsteilzentren" sowie "Städtebaulicher Denkmalschutz" gebündelt. Stadt- und Ortsteilzentren sollen attraktiver und zu identitätsstiftenden Standorten für Wohnen, Arbeiten, Wirtschaft und Kultur weiter entwickelt werden. Der städtebauliche Denkmalschutz ist zudem eine Querschnittsaufgabe. Entsprechende Maßnahmen sind auch in den anderen Programmen förderfähig.

- Sozialer Zusammenhalt – Zusammenleben im Quartier gemeinsam gestalten: Das bisherige Programm "Soziale Stadt" wird mit dem neuen Programm "Sozialer Zusammenhalt" fortentwickelt. Die Programmziele bestehen weiterhin darin, die Wohn- und Lebensqualität sowie die Nutzungsvielfalt in den Quartieren zu erhöhen, die Integration aller Bevölkerungsgruppen zu unterstützen und den Zusammenhalt in der Nachbarschaft zu stärken. Im neuen Programm werden das Quartiersmanagement und die Mobilisierung von Teilhabe und ehrenamtlichem Engagement stärker betont.

- Wachstum und nachhaltige Erneuerung – Lebenswerte Quartiere gestalten: Das neue Programm "Wachstum und nachhaltige Erneuerung" enthält die bisherigen Förderziele des Stadtumbau-Programms, geht jedoch im Sinne nachhaltiger Erneuerung darüber hinaus (z. B. Klimafolgenanpassung) und setzt einen Schwerpunkt bei der Brachflächenentwicklung zur Unterstützung des Wohnungsbaus bzw. zur Entwicklung neuer Quartiere. Es gelten weiterhin die Sonderbedingungen für die neuen Länder für die Sanierung und Sicherung für Altbauten und den Rückbau von leer stehenden, dauerhaft nicht mehr nachgefragten Wohnungen. Die Förderung des Rückbaus wurde wegen wesentlich gestiegener Bau- und Entsorgungspreise von 35 Euro/m² auf 55 Euro/m² erhöht.

Bei der Novellierung wurden Sonderkondition für Maßnahmen des städtebaulichen Denkmalschutzes (kommunaler Eigenanteil 20 Prozent) auf alle Länder ausgeweitet. Beibehalten wurden die Sonderkondition zur Sicherung von Altbauten (kommunaler Eigenanteil 10 Prozent) sowie die Sonderkonditionen in den neuen Ländern für die besondere Altbauförderung und für den Rückbau leer stehender, dauerhaft nicht mehr nachgefragter Wohnungen (kein kommunaler Eigenanteil).